# Ferdinand de Relingue
Ferdinand de Relingue, baron puis comte de Relingue, décédé le 6 septembre 1704 à Vélez-Málaga, est un officier de marine et aristocrate suédois du XVIIe siècle. Il fait la plus grande partie de sa carrière militaire au service du royaume de France, sous le règne de Louis XIV. Premier écuyer du comte de Toulouse, il est tué au combat de Vélez-Málaga, avec le grade de lieutenant-général des armées navales du Roi.

## Biographie

### Origines et famille
Le comte Ferdinand de Relingue descend d'une ancienne illustre maison suédoise, les Relinguen, dont différents membres servaient le roi de France depuis de longues années. Dans ses Mémoires, le duc de Saint-Simon écrit qu'il est le « petit-fils d'un Allemand naturalisé en 1636 ».

### Carrière dans la marine royale
Il commence sa carrière militaire au service du roi de Suède Gustave II Adolphe.
Rentré en France, il entre dans la Marine du Roi. Il est enseigne de vaisseau en 1670, puis capitaine de vaisseau en 1674. Pendant la guerre de Hollande, il est à la bataille d'Alicudi, le 8 janvier 1676, au commandement du vaisseau Le Mignon, 46 canons, dans l'avant-garde du marquis de Preuilly d'Humière. Quelques mois plus tard, lors de la  bataille d'Agosta, il est dans l'escadre de l'amiral Duquesne, toujours au commandement du Mignon.

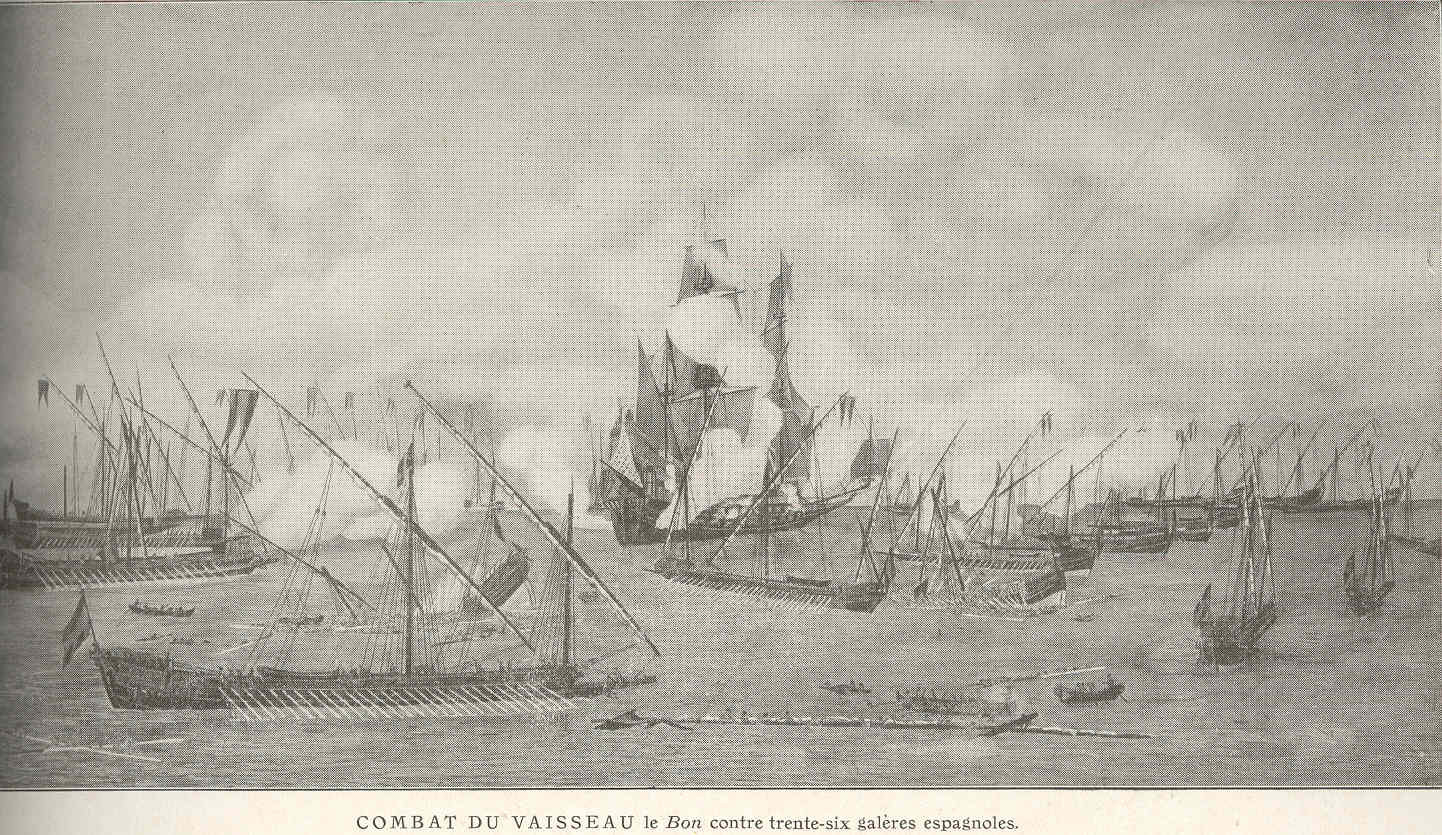
Combat du vaisseau le Bon contre trent-six galeres espagnoles

En 1683, il commande Le Bon dans la mer Baltique, lors d'une expédition de secours au roi de Danemark qu'il mène en compagnie de Jean Gabaret, avant de rejoindre la flotte du Levant en Méditerranée. 

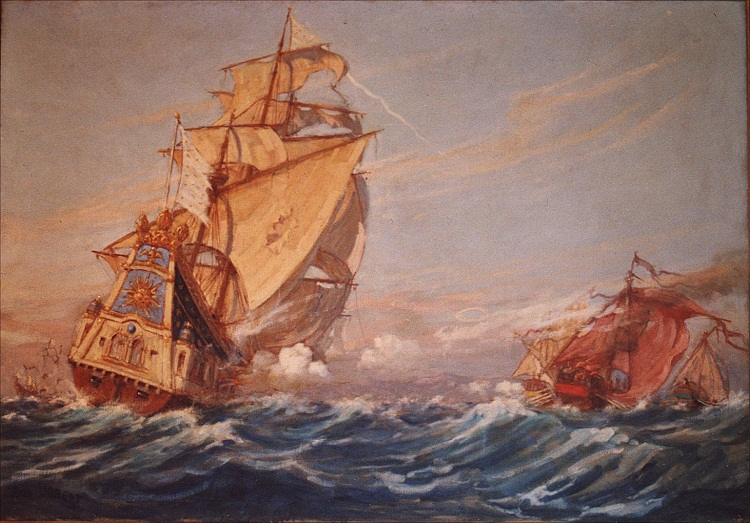
Le vaisseau Le Bon de la flotte de Louis XIV à la poursuite des corsaires barbaresques, Paul Jobert

En 1684, après le bombardement de Gênes, de Relingue - toujours au commandement du Bon - affronte au large du cap Corse trente-cinq galères espagnoles, napolitaines, génoises et siciliennes sous les ordres du marquis de Centurione. Après cinq heures de combat, deux galères ennemies sont coulées, trois sont hors de combat. Relingues parvient à manœuvrer et regagne Livourne avec 90 membres d'équipage tués. 
En 1688, il croise dans la Manche. L'année suivante, il commande La Serpente et il est promu chef d'escadre le 1er novembre 1689. Le 26 juillet 1690, de Relingues avait reçu ordre d'aller avec huit vaisseaux au devant des bâtiments hollandais qui revenaient des Indes pour s'en emparer. Il devait en même temps passer devant Yarmouth et détruire tous les ouvrages que les Hollandais pourraient y avoir construits pour se livrer à la pêche. 
C'est en qualité de chef d'escadre qu'il prend part à bataille de la Hougue, les 2 et 3 juin 1692, sur le Foudroyant, vaisseau de premier rang de 84 canons, qui sera brûlé. Durant ce combat, il commande la division contre-amirale de l'escadre bleue et blanche, avant-garde du vice-amiral de Tourville.
Le 27 juin 1693, sous les ordres de Touville, il est à l'avant garde de la flotte française qui attaque à Lagos au large des côtes du Portugal le convoi venant de Smyrne, escorté par des vaisseaux anglo-hollandais. En 1695, de Relingue est nommé commandant du port de Dunkerque.
Lieutenant-général des armées navales en 1697, il reçoit l'ordre de commander une escadre de dix frégates armées contre le corsaires salétins.
Le 24 août 1704, il prend part à la bataille navale de Vélez-Málaga dans l'escadre blanche sous les ordres du comte de Toulouse, à bord du vaisseau le Terrible, 102 canons. La jambe emportée par un boulet, il décède de ses blessures le 6 septembre 1704. Il était premier écuyer du comte de Toulouse depuis décembre 1696. Son corps est inhumé à Paris, dans l'église du Noviciat des Jacobins (rue Saint-Dominique).
Son éloge funèbre paraît dans le Mercure de France d'octobre 1704 (p. 20), et dans la Gazette d'Amsterdam de 1704, no LXXXI ; son épitaphe, dans les Descriptions de Paris. Marguerite de Laigue, marquise de Leuville, sa cousine germaine et héritière, fait venir en France un neveu, Charles-Antoine, baron de Relingue, âgé de quatre ans et demi, et obtient pour lui des lettres de naturalité en septembre 1705 (Dépôt des affaires étrangères, vol. France 395, fol. 444). Ce nouveau Relingue devient lieutenant-général en 1748.

### Sources et bibliographie

#### Ouvrages récents
- Michel Vergé-Franceschi (dir.), Dictionnaire d'Histoire maritime, Paris, éditions Robert Laffont, coll. « Bouquins », 2002, 1508 p. (ISBN 2-221-08751-8 et 2-221-09744-0)
- Jean Meyer et Martine Acerra, Histoire de la marine française : des origines à nos jours, Rennes, Ouest-France, 1994, 427 p. [détail de l’édition] (ISBN 2-7373-1129-2, BNF 35734655)
- Rémi Monaque, Une histoire de la marine de guerre française, Paris, éditions Perrin, 2016, 526 p. (ISBN 978-2-262-03715-4)
- Étienne Taillemite, Dictionnaire des marins français, Paris, Tallandier, coll. « Dictionnaires », octobre 2002, 537 p. [détail de l’édition] (ISBN 978-2847340082)
- Lucien Bély (dir.), Dictionnaire Louis XIV, Paris, éditions Robert Laffont, coll. « Bouquins », 2015, 1405 p. (ISBN 978-2-221-12482-6)
- Guy Le Moing, Les 600 plus grandes batailles navales de l'Histoire, Rennes, Marines Éditions, 2011, 619 p. (ISBN 978-2-35743-077-8)
- Jean Mabire, Grands marins normands, Ancre de Marine Éditions, 1993, 274 p. (ISBN 978-2-905970-66-4, lire en ligne), p. 154

#### Ouvrages anciens
- M. d'Aspect, Histoire de l'Ordre royal et militaire de Saint-Louis, vol. 3, Paris, chez la veuve Duchesne, 1780 (lire en ligne), p. 184
- Mercure historique et politique contenant l'état présent de l'Europe sur Google Livres, 1704,  p. 462
- Prosper Levot, A. Doneaud, Les gloires maritimes de la France. Notices biographiques sur les plus célèbres marins, Arthus Bertrand éditeur, Paris, 1866, p. 426-427 (lire en ligne)
- (en) Lincoln P. Paine, Warships of the world to 1900 (lire en ligne), p. 20-21
- Louis de Rouvroy, duc de Saint-Simon, Mémoires de Saint-Simon, vol. 12, Paris, Librairie Hachette et Cie, 1896 (lire en ligne), p. 219
- Onésime Troude, Batailles navales de la France, t. 1, Paris, Challamel aîné, 1867-1868, 453 p. (lire en ligne)
- Charles La Roncière, Histoire de la Marine française : La Guerre de Trente Ans, Colbert, t. 5, Paris, Plon, 1920, 822 p. (lire en ligne)
- Charles La Roncière, Histoire de la Marine française : La crépuscule du Grand règne, l’apogée de la Guerre de Course, t. 6, Paris, Plon, 1932, 674 p. (lire en ligne)